# S/2004 S 13
S/2004 S 13 – mały księżyc Saturna odkryty w połowie grudnia 2004 roku przez Davida Jewitta, Scotta Shepparda i Jana Kleynę. Elementy orbitalne wyliczył Brian Marsden.
Jest jednym z kilkunastu satelitów Saturna odkrytych w 2004 roku, po 23 latach od przelotu sondy Voyager 2 przez system tej planety. Część z nowo odkrytych księżyców otrzymała już własne nazwy. Reszta otrzyma je w ciągu kilku lat.
Należy do grupy nordyckiej nieregularnych, zewnętrznych księżyców planety, poruszających się ruchem wstecznym.